# Owoce jadalne

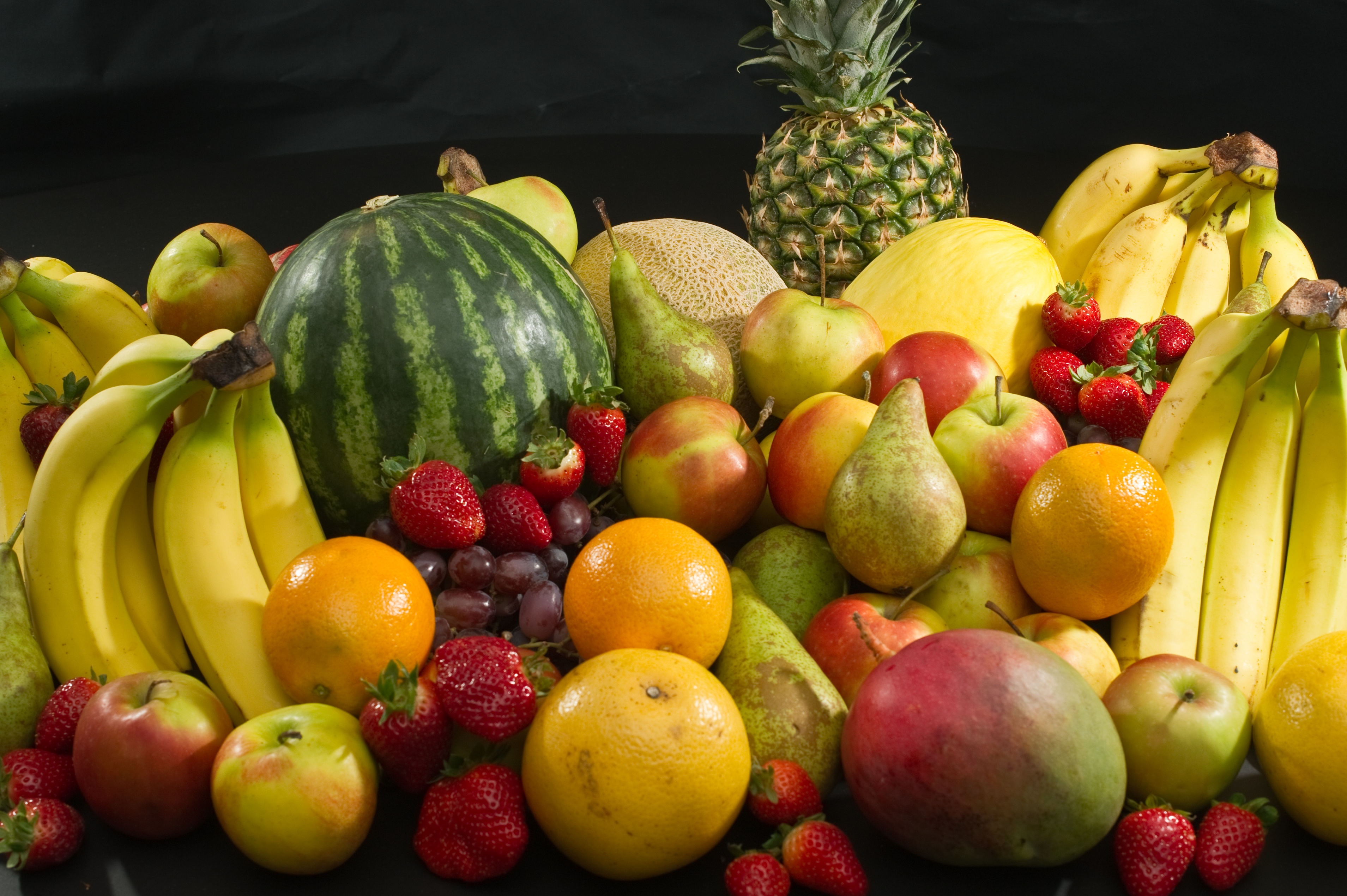
Różne owoce

Owoce jadalne – jadalne części drzew lub krzewów będące z punktu widzenia morfologii roślin owocami lub owocostanami. Rośliny uprawne, z których się je uzyskuje nazywane są drzewami i krzewami owocowymi. Ich uprawą zajmuje się sadownictwo (dział ogrodnictwa). Uprawiane są w sadach, ogrodach i na plantacjach, rzadziej pozyskiwane są ze stanowisk naturalnych (z lasów).
Zalicza się do nich:
- drzewa owocowe:
  - ze strefy umiarkowanej:

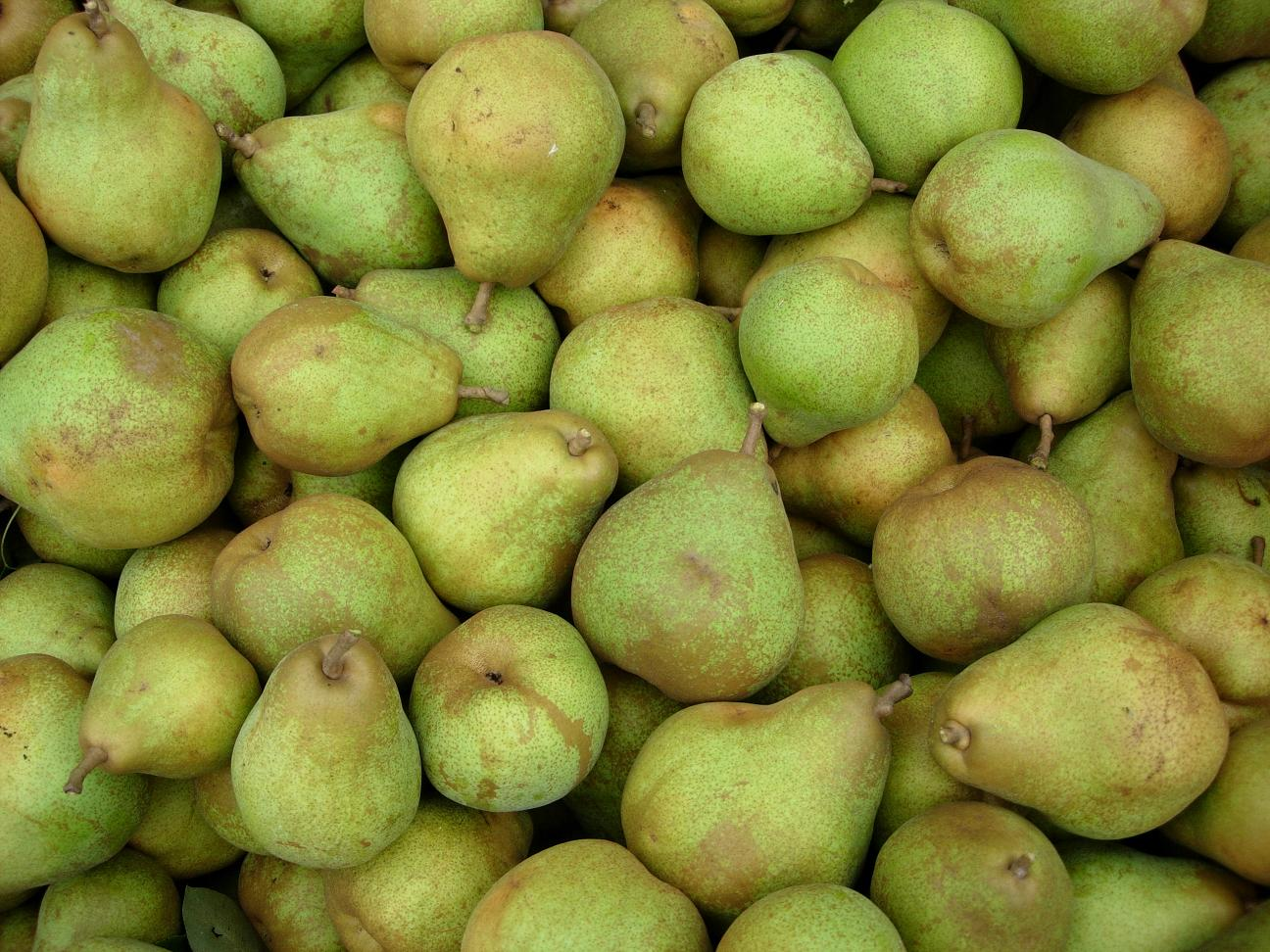
Gruszki

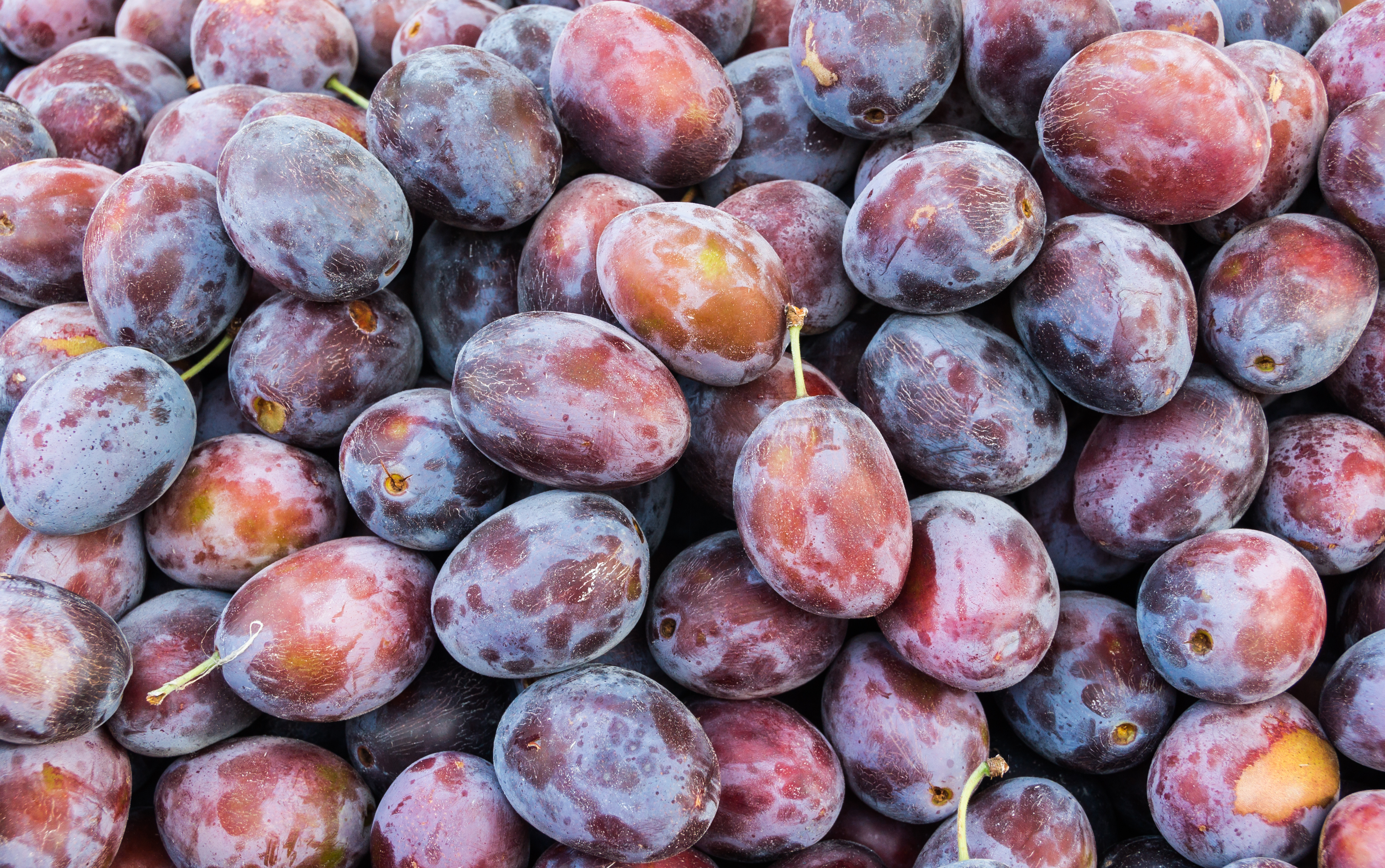
Śliwki

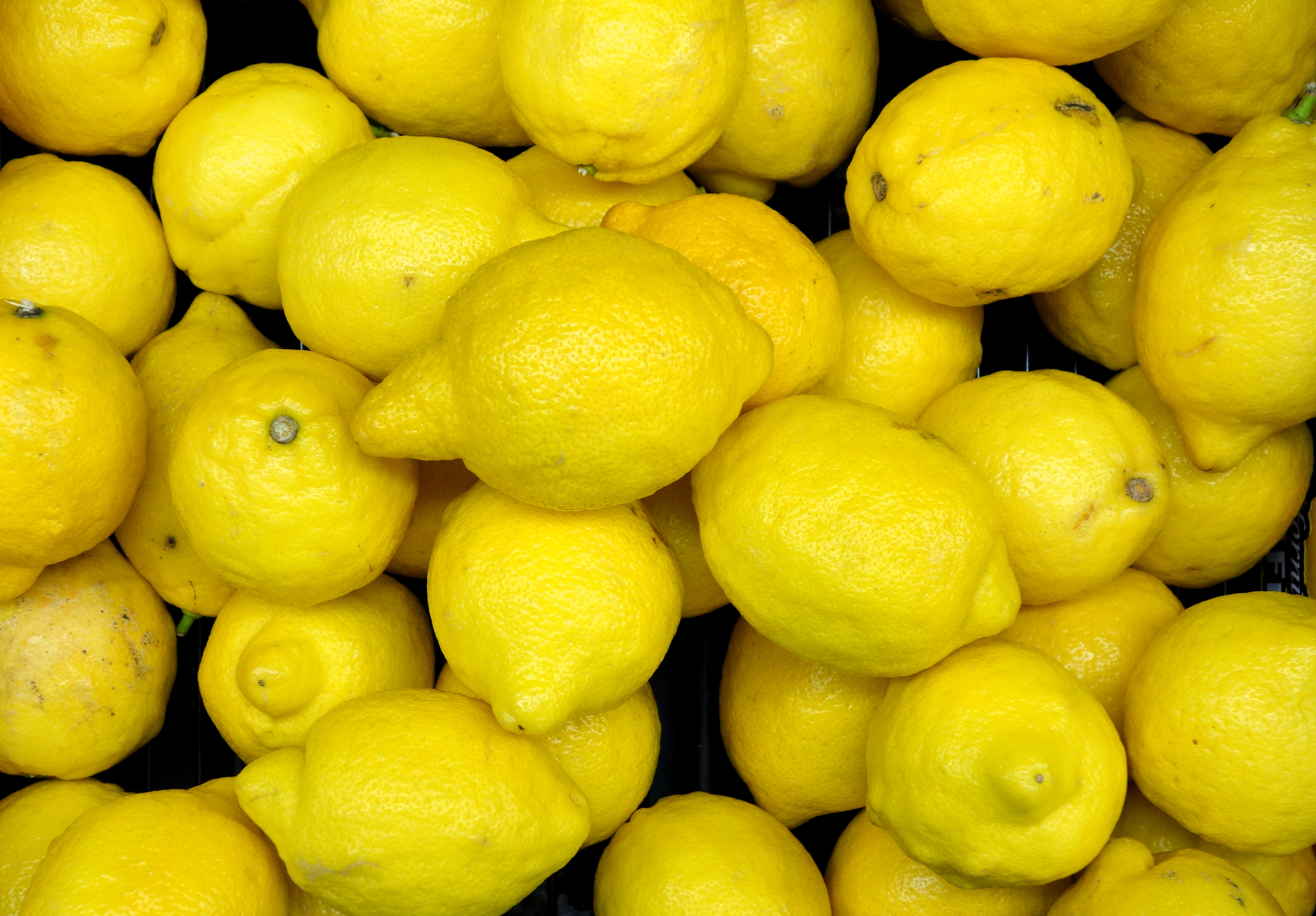
Cytryny

    - brzoskwinia zwyczajna, nektarynka
    - grusza pospolita – owoc to gruszka
    - jabłoń domowa – owoc to jabłko
    - leszczyna pospolita – owoc to orzech laskowy
    - morela zwyczajna
    - morwa biała
    - orzech włoski
    - śliwa – owoc to śliwka
    - wiśnia pospolita
    - wiśnia ptasia, czereśnia – owoce to czereśnie

- - ze strefy podzwrotnikowej i zwrotnikowej:
    - rośliny cytrusowe (cytrusy): cytryna zwyczajna, grejpfrut, kumkwat, mandarynka, pomarańcza i in.
    - figowiec pospolity – owoc to figa
    - granat właściwy – owoc to granat
    - hurma, persymona
    - oskomian pospolity, karambola
    - kasztan jadalny
    - mango, gł. mango indyjskie – owoce to mango
    - aktinidia – owoc to kiwi
    - migdałowiec pospolity – owoce to migdały
    - morwa czarna
    - oliwka europejska (w nomenklaturze Unii Europejskiej oliwki stosowane w innym celu niż tłoczenie oleju uważane są za warzywo)[2]
    - daktylowiec właściwy, palma daktylowa – owoce to daktyle
    - kokos właściwy, palma kokosowa – owoc to orzech kokosowy
    - kariota łagodna, palma orzechowa
    - jagodzian rambutan, rambutan
    - smaczliwka wdzięczna – owoc to awokado
    - opuncja figowa – owoc to figa kaktusowa

- krzewy owocowe:
  - agrest
  - aronia

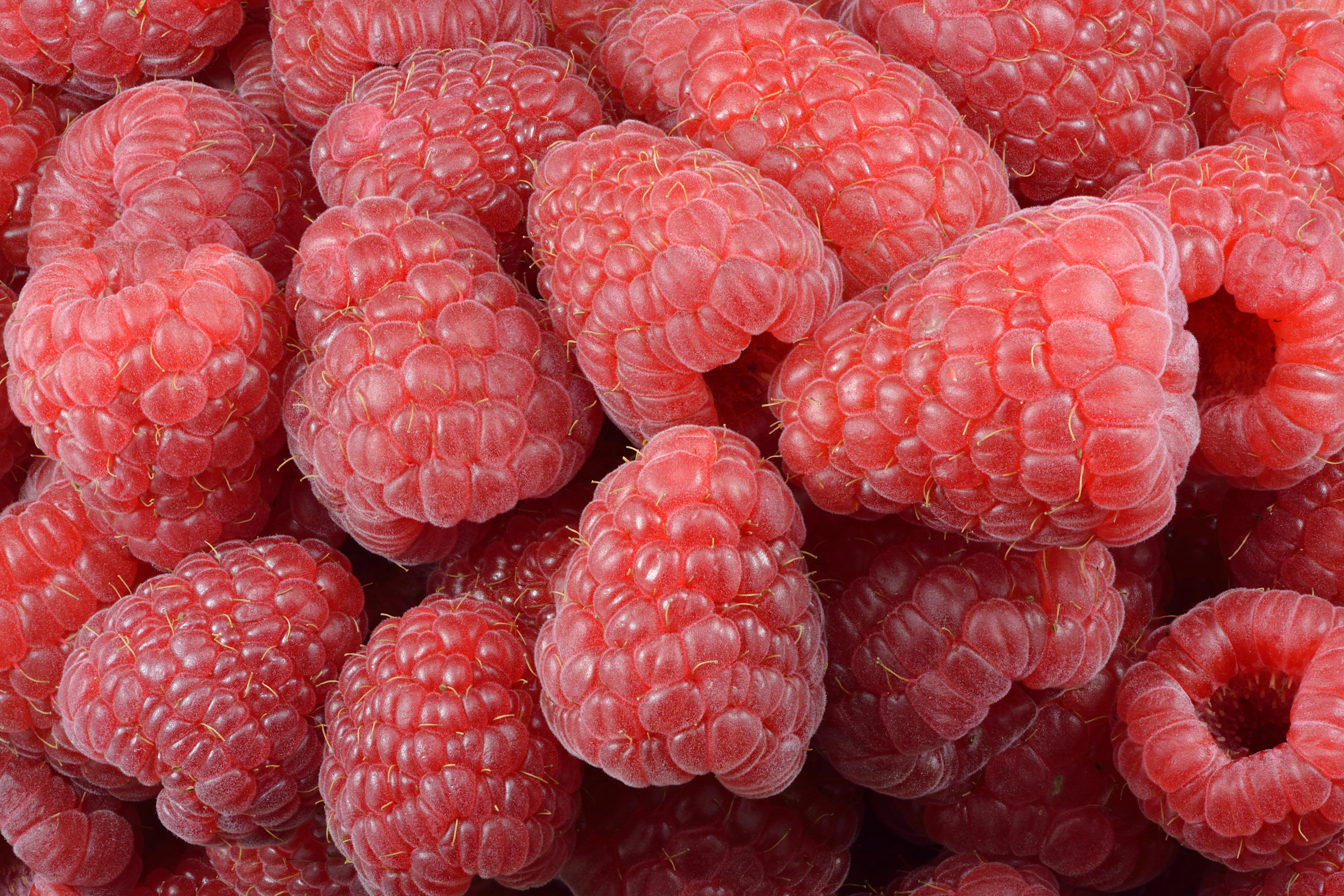
Maliny

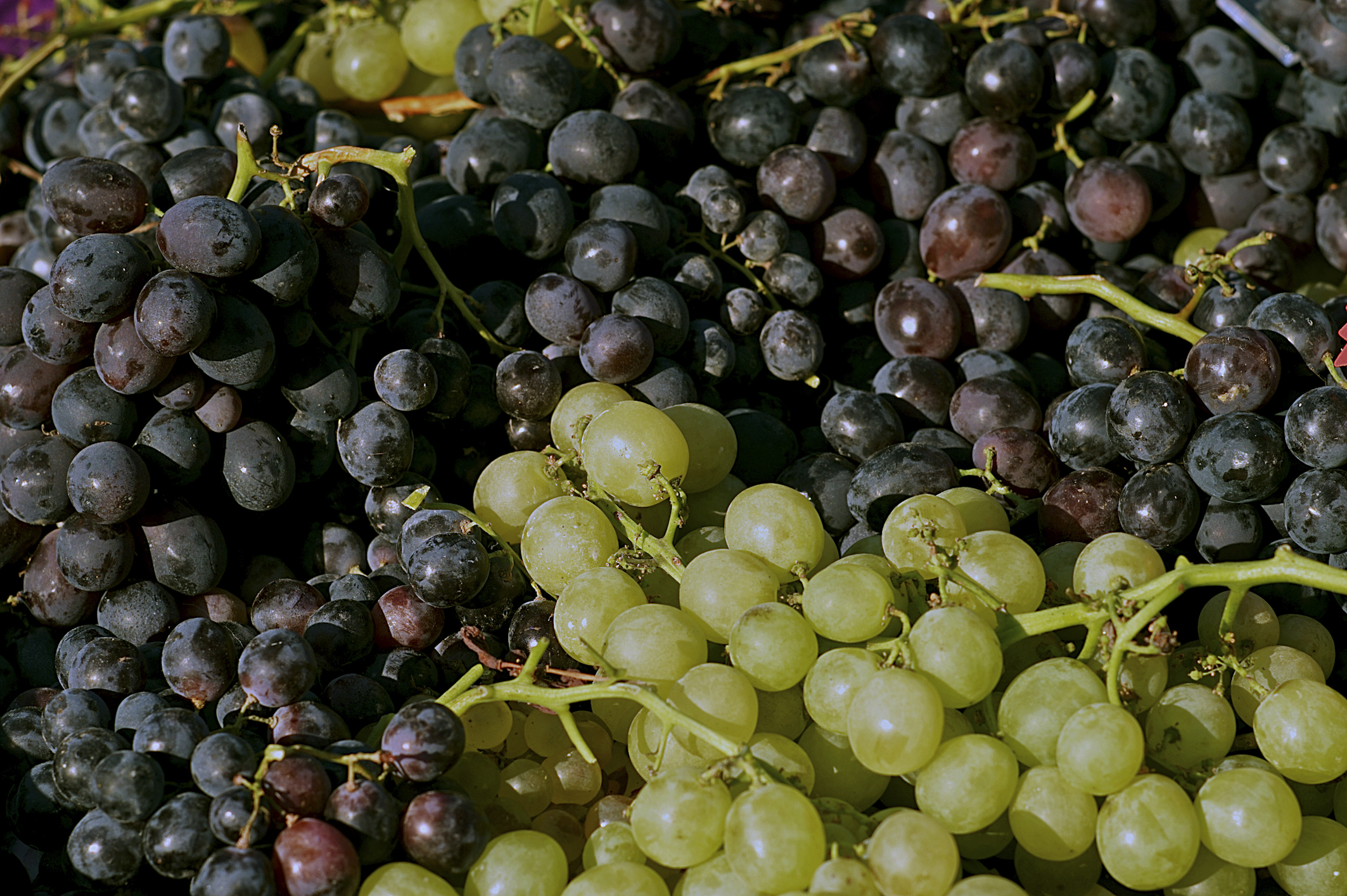
Winogrona

  - borówka: amerykańska, brusznica, czarna
  - jagoda kamczacka
  - jeżyna, malina i malinojeżyna
  - pigwa, pigwowiec
  - porzeczka: czarna, zwyczajna (o owocach w zależności od odmiany czerwonych lub białych),
  - winorośl właściwa – owoce to winogrona
  - żurawina: błotna, wielkoowocowa

- byliny:

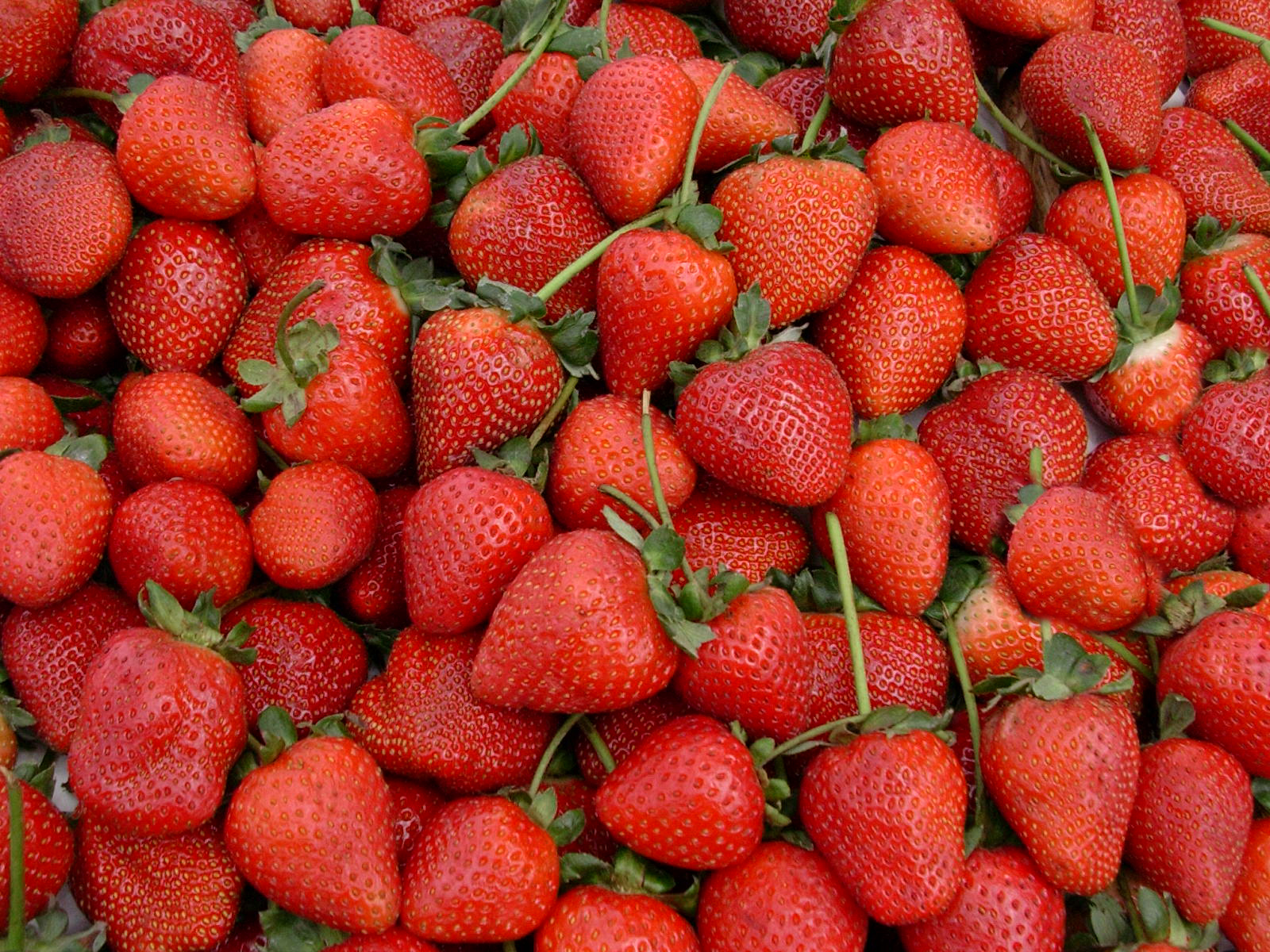
Truskawki

  - ananas jadalny – owocostan to ananas
  - banan zwyczajny
  - poziomka i truskawka

Poza tym znaczenie lokalne mają:
- durian
- flaszowiec
- gujawa
- mangostan właściwy
- nanercz zachodni, nerkowce

Owoce jadalne można poddawać procesom:
- obierania
- drylowania
- szypułkowania